# Pereszopnicjai evangélium
A 16. századi pereszopnicjai evangélium, magyar forrásokban helytelen átírással pereszopnicai evangélium (ukrán nyelven Пересопницьке Євангеліє)  az egyik legjelentősebb keleti szláv nyelvemlék, az első köznyelvi ukrán Biblia-fordítás.
A pereszopnicjai evangélium szimbolikus jelentőségű az ukrán nemzet számára; 1991 óta az ukrán államelnök hivatalba lépésekor Ukrajna alkotmánya és függetlenségi nyilatkozata mellett erre a dokumentumra is felesküszik.

## Története
A kézirat Anasztaszija Jurijivna Zaszlavszka volhiniai hercegnő, valamint lánya, Jevdokija és veje, Ivan Csartorijszkij megrendelésére készült 1556. augusztus 15. és 1561. augusztus 29. között az dvireci Szentháromság-kolostorban és a pereszopnicjai Istenanya-kolostorban. Az írnok a Sanokból származó Mihajlo Vaszilevics és egy ismeretlen nevű írnok volt, a fordító pedig Hrihorij, a pereszopnicjai kolostor archimandritája. Egyes kutatók szerint a díszítést a szambiri Feduszko végezte; ez a következtetés a stílus elemzésén alapul, de a könyv széljegyzeteiben nincs feltüntetve az illusztrátor neve. A fordítás egyházi szláv nyelvről készült, felhasználva a Szentírás eredeti görög szövegét és a lengyel Biblia-fordítást.
Az elkészülést követő száz évből a kézirat sorsáról nincs adat. 1701. április 16-án Ivan Mazepa kozák hetman a perejaszlavi Feltámadás-székesegyháznak adományozta. 1799-ben a székesegyházba kinevezett orosz püspökök az ukrán nyelvű könyvet átadták a perejaszlavi szeminárium könyvtárának; itt talált rá 1837-ben Oszip Bogyanszkij író, nyelvész, történész. 1873-ban az oktatásügyi miniszter  Oldenburgi Péter hercegnek ajándékozta; a herceg halála után özvegye visszaadta az evangéliumot a szemináriumnak, ami időközben Poltavába költözött. 1919-ben a kézirat a poltavai proletár múzeumba, 1940-ben a poltavai néprajzi múzeumba került. A második világháború során, 1941-ben a múzeumot Ufába evakuálták. A háború után a kijevi Pecserszka lavrába szállították, innen pedig a Vernadszkij Nemzeti Könyvtárba.
1991 óta az ukrán államelnök hivatalba lépésekor Ukrajna alkotmánya és függetlenségi nyilatkozata mellett erre a dokumentumra is felesküszik.
Nyomtatásban első ízben 2001-ben jelent meg.
2004-ben Ukrajna felterjesztette a kéziratot A világ emlékezete listára, de az UNESCO 2005-ben tartott ülésszakán elutasította felvételét.
2011-ben az Ukrán Nemzeti Bank 20 hrivnyás emlékérmet bocsátott ki a kézirat elkészültének 450. évfordulójára. Az érem előlapján a készítők ikonografikus ábrázolása, a hátlapján a négy evangélium egy-egy miniatúrája látható. Ugyanebben az évben Ukrajna vatikáni nagykövete a pereszopnicjai evangélium fakszimile másolatát adta át a Vatikáni Apostoli Könyvtárnak.

## Leírása
A zöld bársonnyal borított tölgyfa táblákba kötött könyv az Újszövetség négy evangéliumát tartalmazza, amelyhez helyenként Hrihorij archimandrita és Mihajlo Vasziljevics megjegyzéseket fűzött. A kézirat fekete tintával és cinóberrel 482, egyenként 380x240 milliméteres pergamenlapra íródott, azaz 964 oldalas, tömege 9,3 kilogramm.
A gazdagon díszített könyv az olasz reneszánsz hatását mutatja, ugyanakkor miniatúrái a bizánci és keleti szláv hagyományokhoz kötődő ukrán ikonfestészetre jellemzőek. A növényi ornamentika hasonlóságot mutat a korabeli épületek, például a lvivi Rinok tér épületeinek díszítésével.
Mindegyik evangélium egy képpel kezdődik, amely az egyes evangélistákat munka közben ábrázolja: Máté tollat hegyez, Márk gondolkodik, Lukács tintatartót állít, János diktál. Egyedülálló módon az evangélisták ikonográfiai szimbólumai közül kettő fel van cserélve: Márkhoz rendelték a sast, Jánoshoz pedig az oroszlánt.
Nyelvezete a nyugati bojkó nyelvjárás, illetve kisebb mértékben a déli volhíniai nyelvjárás jegyeit mutatja, ugyanakkor szókincsében előfordulnak más ukrán nyelvjárásbeli, illetve egyházi szláv és lengyel elemek is.